# Bogdan Stanoevici
Bogdan Dragoş Aureliu Marian Stanoevici (ur. 22 stycznia 1958 w Bukareszcie, zm. 12 stycznia 2021 tamże) – rumuński aktor, muzyk i polityk, w 2014 minister delegowany ds. diaspory, kandydat w wyborach prezydenckich w 2019.

## Życiorys
W 1982 ukończył Institutul de Artă Teatrală și Cinematografică „Ion Luca Caragiale”. Występował w produkcjach filmowych, telewizyjnych i teatralnych. Od 1977 do 1989 występował jako Coco w grupie muzycznej SONG. W latach 1989–2011 przebywał na emigracji we Francji, gdzie się ożenił i kontynuował karierę.
Od marca do grudnia 2014 był ministrem delegowanym ds. diaspory w trzecim rządzie Victora Ponty (jako osoba bezpartyjna). Nie znalazł się w kolejnym gabinecie tego premiera po kontrowersyjnych wypowiedziach dotyczących trudności z głosowaniem w wyborach prezydenckich w 2014 poza granicami kraju. Od stycznia do grudnia 2015 zajmował stanowisko sekretarza stanu w resorcie kultury. W latach 2017–2020 pełnił obowiązki dyrektora generalnego stołecznego cyrku.
W 2019 został zarejestrowany w wyborach prezydenckich jako kandydat niezależny. W głosowaniu z 10 listopada zdobył 0,4% głosów (10. miejsce na 14 pretendentów); w drugiej turze poparł Viorikę Dăncilę. W 2020 zaangażował się w protesty sprzeciwiające się szczepieniom i noszeniu maseczek jako sposobom ochrony przed COVID-19 (w grudniu 2020 sam zaraził się tą chorobą). W tym samym roku bezskutecznie kandydował na burmistrza Bukaresztu oraz w wyborach parlamentarnych z ramienia Ekologicznej Partii Rumunii.

## Filmografia
- 1987: Sania albastră
- 1987: Secretul lui Nemesis